# NGC 7744
NGC 7744 је елиптична галаксија у сазвежђу Феникс која се налази на NGC листи објеката дубоког неба.
Деклинација објекта је - 42° 54' 36" а ректасцензија 23h 44m 59,2s. Привидна величина (магнитуда) објекта NGC 7744 износи 11,9 а фотографска магнитуда 12,9. Налази се на удаљености од 36,9000 милиона парсека од Сунца. NGC 7744 је још познат и под ознакама IC 5348, ESO 292-17, MCG -7-48-17, AM 2342-431, PGC 72300.